# Dominic Oduro
Dominic Oduro est un footballeur international ghanéen, né le 13 août 1985 à Pramso. Il joue au poste d'attaquant.

## Biographie

### Parcours universitaire
Oduro commence sa carrière au Ghana en jouant au Prempeh College et à l'Université du Ghana avant de passer à la Virginia Commonwealth University en 2004. Il participe à 41 rencontres avec les Rams de VCU, inscrivant dix-huit buts et récoltant cinq passes décisives. En fin de saison, il remporte notamment le prix du joueur de l'année de son association et une troisième place au classement All-American tandis que sur un plan collectif, Oduro aide les Rams à atteindre les quarts de finale du tournoi de la NCAA en 2004, la plus haute performance de VCU. À l'été 2005, il évolue également pour le Richmond Kickers Future en Premier Development League, marquant seize buts en treize matchs.

### Carrière professionnelle
Dominic Oduro est sélectionné par le FC Dallas en deuxième ronde (22e au total) du repêchage universitaire de la Major League Soccer en 2006. Il a fait alors ses débuts le 28 juin 2006, en remplacement de Kenny Cooper et inscrit son premier but en MLS le 8 juillet suivant contre les Red Bulls de New York. Au cours de son séjour de trois ans à Dallas, Oduro impressionnent les partisans et les entraîneurs avec sa vitesse et ses efforts.
Le 12 janvier 2009, il est échangé aux Red Bulls de New York en contrepartie de Dave van den Bergh.
Moins de cinq mois plus tard, Oduro fait de nouveau l'objet d'une transaction lorsqu'il rejoint le Dynamo de Houston le 27 mai 2009 pour un choix de première ronde au repêchage universitaire de 2010 et un choix de deuxième ronde dans celui de 2011. Dominic Oduro obtient un premier départ pour le Dynamo le 1er juillet suivant pour le compte du troisième tour de la Coupe des États-Unis.
Membre important de la formation texane en 2009 et 2010, il quitte néanmoins les États-Unis pour décrocher un contrat à l'étranger à l'hiver 2011. Néanmoins, il est annoncé de retour avec Houston le 2 mars 2011. Au début de la saison 2011, Oduro est de nouveau échangé en contrepartie de Calen Carr et prend la direction du Fire de Chicago le 23 mars 2011. Sa saison 2011 est réussie puisqu'il inscrit une douzaine de but en championnat.
Le 1er février 2013, il est envoyé au Crew de Columbus en échange de Dilly Duka.
Le 27 janvier 2015, Oduro est échangé à l'Impact de Montréal, par le Toronto FC contre une allocation monétaire.
Le 8 août 2018, il est échangé aux Earthquakes de San José par l'Impact de Montréal en retour de l'attaquant Quincy Amarikwa.

## Statistiques

### En club
| Saison                | Club                      | Championnat           | Championnat | Championnat | Coupe(s) nationale(s) | Coupe(s) nationale(s) | Compétition(s) continentale(s) | Compétition(s) continentale(s) | Compétition(s) continentale(s) | Séries | Séries | Total | Total |
| Saison                | Club                      | Division              | M.          | B.          | M.                    | B.                    | Comp.                          | M.                             | B.                             | M.     | B.     | M.    | B.    |
| 2006                  | FC Dallas                 | MLS                   | 16          | 1           | 1                     | 0                     | -                              | -                              | -                              | -      | -      | 17    | 1     |
| 2007                  | FC Dallas                 | MLS                   | 29          | 3           | 3                     | 0                     | SL                             | 3                              | 0                              | 2      | 0      | 37    | 3     |
| 2008                  | FC Dallas                 | MLS                   | 25          | 5           | 1                     | 0                     | -                              | -                              | -                              | -      | -      | 26    | 5     |
| 2009                  | New York Red Bulls        | MLS                   | 3           | 0           | 2                     | 0                     | -                              | -                              | -                              | -      | -      | 5     | 0     |
| 2009                  | Dynamo de Houston         | MLS                   | 16          | 1           | 3                     | 2                     | LCC                            | 5                              | 0                              | 3      | 0      | 27    | 3     |
| 2010                  | Dynamo de Houston         | MLS                   | 27          | 5           | 2                     | 1                     | SL                             | 3                              | 1                              | -      | -      | 32    | 7     |
| 2011                  | Dynamo de Houston         | MLS                   | 1           | 0           | -                     | -                     | -                              | -                              | -                              | -      | -      | 1     | 0     |
| 2011                  | Fire de Chicago           | MLS                   | 33          | 12          | 5                     | 2                     | -                              | -                              | -                              | -      | -      | 38    | 14    |
| 2012                  | Fire de Chicago           | MLS                   | 33          | 6           | 1                     | 0                     | -                              | -                              | -                              | 1      | 0      | 35    | 6     |
| 2013                  | Crew de Columbus          | MLS                   | 34          | 13          | 1                     | 0                     | -                              | -                              | -                              | -      | -      | 35    | 13    |
| 2014                  | Crew de Columbus          | MLS                   | 11          | 0           | -                     | -                     | -                              | -                              | -                              | -      | -      | 11    | 0     |
| 2014                  | Toronto FC                | MLS                   | 24          | 2           | -                     | -                     | -                              | -                              | -                              | -      | -      | 24    | 2     |
| 2015                  | Impact de Montréal        | MLS                   | 28          | 8           | 4                     | 1                     | LCC                            | 6                              | 0                              | 2      | 0      | 40    | 9     |
| 2016                  | Impact de Montréal        | MLS                   | 31          | 6           | 2                     | 0                     | -                              | -                              | -                              | 5      | 2      | 38    | 8     |
| 2017                  | Impact de Montréal        | MLS                   | 25          | 1           | 3                     | 0                     | -                              | -                              | -                              | -      | -      | 28    | 1     |
| 2018                  | Impact de Montréal        | MLS                   | 5           | 0           | -                     | -                     | -                              | -                              | -                              | -      | -      | 5     | 0     |
| 2018                  | Earthquakes de San José   | MLS                   | 5           | 0           | -                     | -                     | -                              | -                              | -                              | -      | -      | 5     | 0     |
| 2019                  | Independence de Charlotte | USLC                  | 33          | 8           | 1                     | 1                     | -                              | -                              | -                              | -      | -      | 34    | 9     |
| Total sur la carrière | Total sur la carrière     | Total sur la carrière | 379         | 71          | 29                    | 7                     | -                              | 17                             | 1                              | 13     | 2      | 438   | 81    |